# Sofia Mattsson
Pour les articles homonymes, voir Mattsson.
Pour l'actrice, voir Sofia Mattsson (actrice).
Sofia Mattsson est une lutteuse suédoise née le 11 novembre 1989 à Gällivare.

## Palmarès

### Championnats du monde
- Médaille d'or en lutte libre dans la catégorie des moins de 51 kg en 2009
- Médaille d'argent en lutte libre dans la catégorie des moins de 53 kg en 2015
- Médaille d'argent en lutte libre dans la catégorie des moins de 53 kg en 2014
- Médaille d'argent en lutte libre dans la catégorie des moins de 55 kg en 2013
- Médaille d'argent en lutte libre dans la catégorie des moins de 59 kg en 2011
- Médaille de bronze en lutte libre dans la catégorie des moins de 51 kg en 2010

### Championnats d'Europe
- Médaille d'or dans la catégorie des moins de 53 kg en 2016
- Médaille d'or dans la catégorie des moins de 55 kg en 2014
- Médaille d'or dans la catégorie des moins de 55 kg en 2013
- Médaille d'or en lutte libre dans la catégorie des moins de 51 kg en 2010
- Médaille d'argent en lutte libre dans la catégorie des moins de 55 kg en 2012
- Médaille d'argent en lutte libre dans la catégorie des moins de 51 kg en 2008
- Médaille de bronze en lutte libre dans la catégorie des moins de 55 kg en 2020
- Médaille de bronze en lutte libre dans la catégorie des moins de 48 kg en 2007

### Jeux européens
- Médaille d'or dans la catégorie des moins de 53 kg en 2019
- Médaille d'or dans la catégorie des moins de 55 kg en 2015